# Leo Löwenstein
Leo Löwenstein (* 8. Februar 1879 in Aachen; † 13. November 1956 in Israel) war ein deutscher Physiker und Chemiker.

## Biografie
Leo Löwenstein entstammt einer angesehenen jüdischen Aachener Familie, der ein Damenmodegeschäft gehörte.
Er studierte in Aachen, München und Berlin Chemie und wurde 1905 in Göttingen promoviert. In München wurde er Mitglied der jüdischen Studentenverbindung Licaria. In Österreich entwickelte er u. a. ein neues Verfahren zur Herstellung von Wasserstoffperoxid. Sein weiteres Wirken war geprägt von Studien um den Schall und dessen Messung.
Im Ersten Weltkrieg war er Offizier, bei seinem Ausscheiden aus dem Dienst bekleidete er den Rang eines Hauptmanns der Reserve. Löwenstein ist der Erfinder der Schallmessung und organisierte deren Anwendung im Krieg. Sein im Oktober 1913 der Artillerieprüfungskommission (APK) vorgelegtes „Verfahren zur Auffindung des Ortes von schallerzeugenden Gegenständen“ wurde zuerst abgelehnt. Das änderte sich nach dem anfänglichen Bewegungskrieg mit dem Stellungskrieg an der Westfront ab Oktober 1914. Erfolgreich ortete er mit seinen Schallmessungen feindliche Standorte. Die APK führte daraufhin Tests zur Vervollkommnung des Verfahrens auf dem Truppenschießplatz in Kummersdorf durch. Leo Löwenstein arbeitete mit der Reichswehr nach dem Ersten Weltkrieg zusammen auf den Gebieten drahtloser Nachrichtenübermittlung und bei Versuchen mit gelenkten Raketen.
Er meldete über 20 Patente an, ließ sie jedoch aus patriotischen Gründen patentrechtlich nicht schützen. Für seine Verdienste wurde er mit dem Eisernen Kreuz Erster Klasse ausgezeichnet und wurde zum Hauptmann der Reserve befördert.
Er wurde Vorsitzender des auf seine Initiative im Februar 1919 gegründeten Reichsbundes jüdischer Frontsoldaten.
1924 entwickelte er ein Verfahren zur großtechnischen Produktion von Wasserstoffperoxid, das von der Firma Riedel-de Haën übernommen wurde (Riedel–Löwenstein–Verfahren).
Nach der Reichspogromnacht blieb er als Jude vorerst wegen seines Ansehens im Reichswehrministerium unbehelligt. Der Reichsbund hingegen wurde zerschlagen, die Verbandszeitschrift „Der Schild“ im November 1938 eingestellt. 1940 mussten Löwenstein und seine Frau Zwangsarbeit leisten. 1943 wurden sie ins KZ Theresienstadt deportiert. Sie überlebten den Holocaust und emigrierten nach dem Zweiten Weltkrieg nach Schweden und anschließend nach Zürich. Leo Löwenstein starb auf einer Besuchsreise in Israel.
Seit 2014 ist die Dr.-Leo-Löwenstein-Kaserne in Aachen nach ihm benannt.

## Schriften
- Beiträge zur Messung von Dissociationen bei hohen Temperaturen. Göttingen: Dieterich 1905, zugl. Göttingen, Univ., Diss., 1905